# 第1回カンヌ国際映画祭
第1回カンヌ国際映画祭（だい1かいカンヌこくさいえいがさい、La première édition du Festival international du film）は、1946年（昭和21年）9月20日 - 10月5日に開催された。映画祭はまだ「カンヌ」の名を冠していない。

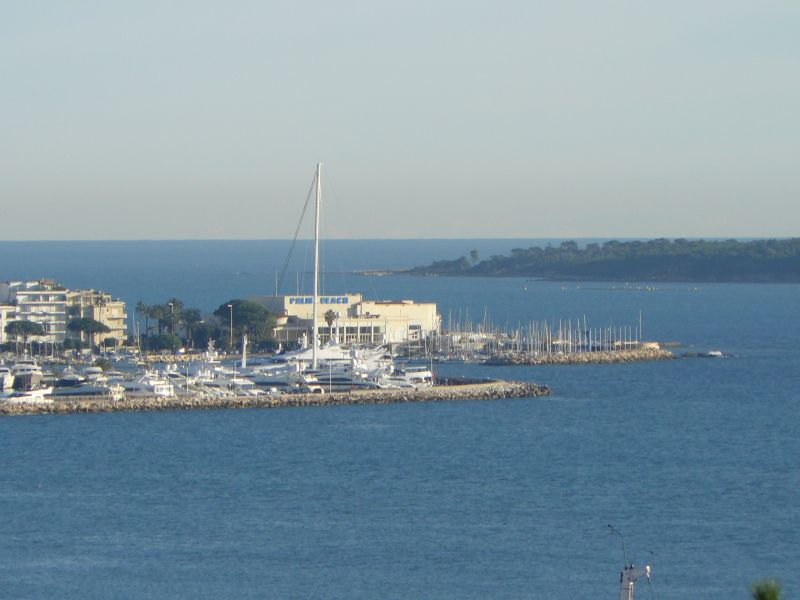
第1回の会場近辺。

## 略歴・概要
1939年（昭和14年）9月1日に開催される予定であったが、ヨーロッパの戦況から中止となった。
第二次世界大戦終結後、1年が経過して誕生した新しい映画祭に、長篇映画40本、短篇映画68本、21か国が参加した。まだ「パルム・ドール」という名称は生まれておらず、同賞に当たる「グランプリ」該当作が11本選ばれた。審査員は、フランスのエコール・デ・ボザール学長で本映画祭の創立者のひとりであるジョルジュ・ユイスマンを委員長に、18か国から選出された。
開会宣言は、当時の国務大臣アレクサンドル・ヴァランヌが行なった。古いカジノを改装して上映会場とした。

## 受賞結果
- グランプリ：

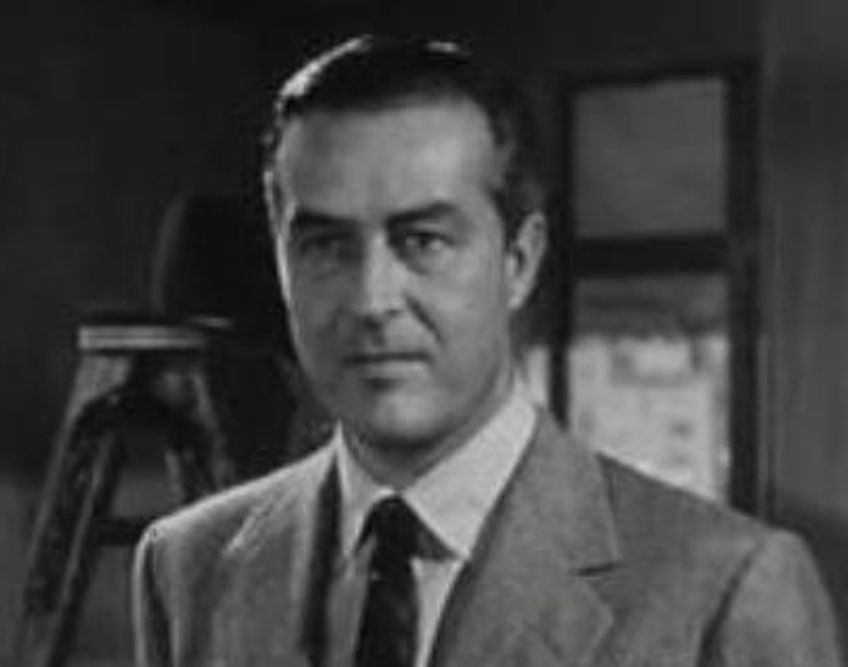
レイ・ミランド

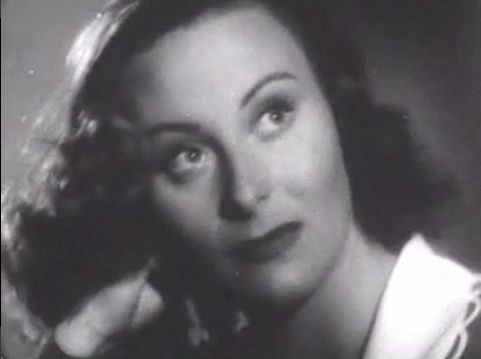
ミシェル・モルガン

  - 『地球は赤くなる』 De Røde Enge – ラウ・ラウリッツェン、ボディル・イプセン
  - 『失われた週末』 – ビリー・ワイルダー
  - 『逢びき』 Brief Encounter – デヴィッド・リーン
  - 『田園交響楽』 – ジャン・ドラノワ
  - 『無防備都市』 – ロベルト・ロッセリーニ
  - 『下層都市』 Neecha Nagar – チェタン・アナンド
  - 『もだえ』 Hets – アルフ・シェーベルイ
  - 『マリア・カンデラリア』 María Candelaria – エミリオ・フェルナンデス
  - 『最後のチャンス』 Die Letzte Chance – レオポルト・リントベルク
  - 『翼のない男たち』 Muzi bez krídel – フランチシェク・カップ
  - 『偉大な転換』 Velikiy perelom – フリードリッヒ・エルムレル

- 国際審査員賞 : 『鉄路の闘い』 - ルネ・クレマン
- 男優賞 : レイ・ミランド (『失われた週末』)
- 女優賞 : ミシェル・モルガン (『田園交響楽』)
- 監督賞 : ルネ・クレマン (『鉄路の闘い』)
- 国際批評家賞：『ファルビーク』 - ジョルジュ・ルーキエ

## 審査員

### コンペティション部門
審査委員長
- ジョルジュ・ユイスマン (Georges Huisman, 歴史家・エコール・デ・ボザール学長 /  フランス)

審査委員
- アイリス・バリー （Iris Barry, MoMA /  アメリカ合衆国）
- アンリ・ボーリユー （Beaulieu, 俳優 /  カナダ）
- アントニン・ブルーシル （Antonin Brousil, 映画理論家 /  チェコスロバキア）
- J・H・J・デ・ヨン （J.H.J. De Jong /  オランダ）
- ドン・トゥドル （Don Tudor /  ルーマニア王国）
- サミュエル・ファインドレイター・スチュワート （Samuel Findlater /  イギリス）
- アレクサンドル・ゲラシモフ （Guerassimov, 美術家 /  ソビエト連邦）
- ヤン・コルンゴルト （Jan Korngold, 小説家 /  ポーランド）
- ドミンゴス・マスカレーニャス （Domingos Mascarenhas /  ポルトガル）
- フーゴ・マウアーホーファー （Hugo Mauerhofer, 心理学者 /  スイス）
- フィリッポ・メンニーニ （Filippo Mennini, 物理学者 /  イタリア）
- モルトケ＝ハンセン （Moltke-Hansen /  ノルウェー）
- フェルナン・リゴ （Fernand Rigot, ベルギー王立シネマテーク /  ベルギー）
- キェル・ストレンベリ （Kjell Strömberg, ジャーナリスト /  スウェーデン）
- ロドルフォ・ウシグリ （Rodolfo Usigli, 劇作家 /  メキシコ）
- ユセフ・ワハディ （Youssef Wahdy /  エジプト）
- ヘルゲ・ヴァンベリ （Helge Wamberg, 脚本家 /  デンマーク）

## 上映作品

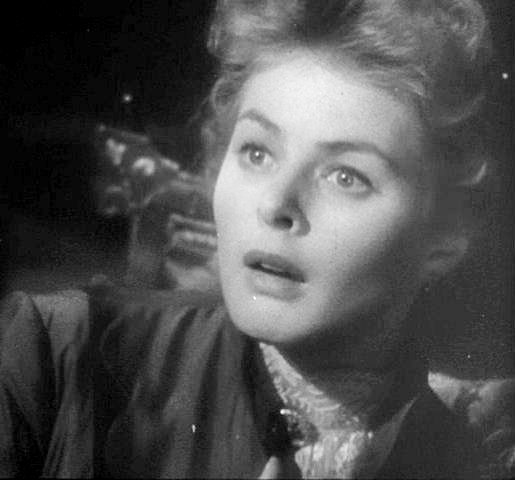
『ガス燈』

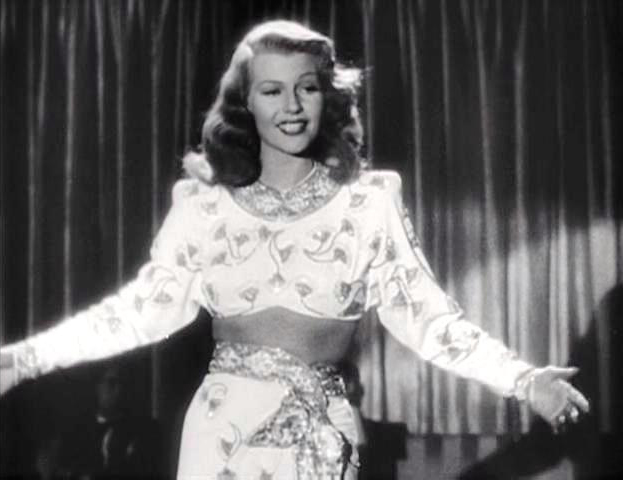
『ギルダ』

### 長篇部門
| 題名 原題                                         | 監督                                                                                              | 製作国           |
| ------------------------------------------------- | ------------------------------------------------------------------------------------------------- | ---------------- |
| フーガの恋人たち Amanti in fuga                   | ジャコモ・ジェンティローモ                                                                        | イタリア         |
| アンナとシャム王 Anna and the King of Siam        | ジョン・クロムウェル                                                                              | アメリカ合衆国   |
| 血と火 Blod och eld                               | アンデルス・ヘンリクソン                                                                          | スイス           |
| 死者からの手紙 Brevet fra afdøde                  | ヨハン・ヤコブセン                                                                                | デンマーク       |
| 逢びき Brief Encounter                            | デヴィッド・リーン                                                                                | イギリス         |
| シーザーとクレオパトラ Caesar and Cleopatra       | ガブリエル・パスカル                                                                              | ハンガリー       |
| カモンイス Camões                                 | ホセ・レイタォン・ド・バーロシュ                                                                  | ポルトガル       |
| 少女217号 Chelovek No. 217                        | ミハイル・ロム                                                                                    | ソビエト連邦     |
| 地球は赤くなる De Røde Enge                       | ラウ・ラウリッツェン ボディル・イプセン                                                           | デンマーク       |
| 最後のチャンス Die Letzte Chance                  | レオポルト・リントベルク                                                                          | スイス           |
| ドゥニア Dunia                                    | ムハンマド・カリム                                                                                | エジプト         |
| 気高き花 Floarea reginei                          | パウル・カリネスク                                                                                | ルーマニア王国   |
| ガス燈 Gaslight                                   | ジョージ・キューカー                                                                              | アメリカ合衆国   |
| ギルダ Gilda                                      | チャールズ・ヴィダー                                                                              | アメリカ合衆国   |
| グリンカ Glinka                                   | レフ・アルンシュタム                                                                              | ソビエト連邦     |
| もだえ Hets                                       | アルフ・シェーベルイ                                                                              | スウェーデン     |
| 山賊 Il bandito                                   | アルベルト・ラットゥアーダ                                                                        | イタリア         |
| 石の花 Kamennyy tsvetok                           | アレクサンドル・プトゥシコ                                                                        | ソビエト連邦     |
| 鉄路の戦い La Bataille du Rail                    | ルネ・クレマン                                                                                    | フランス         |
| 美女と野獣 La Belle et La Bête                    | ジャン・コクトー                                                                                  | フランス         |
| 田園交響楽 La symphonie pastorale                 | ジャン・ドラノワ                                                                                  | フランス         |
| トラヴェット氏の苦悩 Le Miserie del Signor Travet | マリオ・ソルダーティ                                                                              | イタリア         |
| 静かなる父 Le Père tranquille                     | ルネ・クレマン                                                                                    | フランス         |
| 亡霊 Un revenant                                  | クリスチャン＝ジャック                                                                            | フランス         |
| カンティンフラスの三銃士 Los tres mosqueteros     | ミゲル・M・デルガド                                                                               | メキシコ         |
| メイク・マイン・ミュージック Make Mine Music      | ジョシュア・ミーダー クライド・ジェロニミ ジャック・キニー ボブ・コーマック ハミルトン・S・ラスク | アメリカ合衆国   |
| マリア・カンデラリア María Candelaria             | エミリオ・フェルナンデス                                                                          | メキシコ         |
| 翼のない男たち Muzi bez krídel                    | フランチシェク・カップ                                                                            | チェコスロバキア |
| 下層都市 Neecha Nagar                             | チェタン・アナンド                                                                                | インド           |
| いたずら学士 Nezbedný bakalár                     | オタカル・ヴァーヴラ                                                                              | チェコスロバキア |
| 汚名 Notorious                                    | アルフレッド・ヒッチコック                                                                        | アメリカ合衆国   |
| 祖国 Patrie                                       | ルイ・ダカン                                                                                      | フランス         |
| アメリカ交響楽 Rhapsody in Blue                   | アーヴィング・ラパー                                                                              | アメリカ合衆国   |
| 無防備都市 Roma Citta Aperta                      | ロベルト・ロッセリーニ                                                                            | イタリア         |
| とらわれた心 The Captive Heart                    | バジル・ディアデン                                                                                | イギリス         |
| 失われた週末 The Lost Weekend                     | ビリー・ワイルダー                                                                                | アメリカ合衆国   |
| 魔法の楽弓 The Magic Bow                          | バーナード・ノウルズ                                                                              | イギリス         |
| 第七のヴェール The Seventh Veil                   | コンプトン・ベネット                                                                              | イギリス         |
| 神のいない三日間 Três Dias Sem Deus               | バルバラ・ヴィルジニア                                                                            | ポルトガル       |
| 人生の一日 Un giorno nella vita                   | アレッサンドロ・ブラゼッティ                                                                      | イタリア         |
| 偉大な転換 Velikiy perelom                        | フリードリッヒ・エルムレル                                                                        | ソビエト連邦     |
| ダニー・ケイの天国と地獄 Wonder Man               | H・ブルース・ハンバーストーン                                                                     | アメリカ合衆国   |
| モスクワよこんにちわ Zdravstvuy, Moskva!          | セルゲイ・ユトケヴィチ                                                                            | ソビエト連邦     |
| ゾーヤ Zoya                                       | レフ・アルンシュタム                                                                              | ソビエト連邦     |

### 短篇部門
受賞作のみ
| 題名 原題                           | 監督                     | 製作国           |
| ----------------------------------- | ------------------------ | ---------------- |
| ベルリン Berlin                     | ユーリ・ライズマン       | ソビエト連邦     |
| わが国の青春 Молодость нашей страны | セルゲイ・ユトケヴィチ   | ソビエト連邦     |
| クリスマスの夢 Vánocní sen          | カレル・ゼマン           | チェコスロバキア |
| 動物たちと山賊 Zvírátka a petrovstí | イジー・トルンカ         | チェコスロバキア |
| 沈没船 Épaves                       | ジャック＝イヴ・クストー | フランス         |